# ملانی پاپالیا
ملانی پاپالیا (انگلیسی: Melanie Papalia؛ زادهٔ ۱۱ ژوئیهٔ ۱۹۸۴) بازیگر اهل کانادا است.
از فیلم‌هایی که وی در آن نقش داشته است، می‌توان به کت‌شلواری‌ها، جین تسکین‌یافته، فرانکی و آلیس و اگر سنگ از آسمان ببارد اشاره کرد.